# ابن سناء الملك
أبو القاسم هبة الله بن جعفر بن سناء الملك، وهذا هو لقبه الذي شُهر به، شاعر وأديب متميز. اختلف المؤرخون في سنة ولادته، ولد في مصر سنة (550 هـ - 608هـ)، وشبَّ في ظل أسرة عريقة، نعمت بالغنى والثروة، وجمعت معها الفضل والمعرفة، وترعرع في ظل أب يرعاه، ويهتم بتعليمه وتثقيفه، فأحفظه القرآن الكريم، ودرّسه اللغة والنحو، فجمع في نشأته الأولى بين علوم الفقه والدين واللغة، وكان مُلمَّاً ببعض اللغات الأجنبية المنتشرة في تلك الحقبة، كاللغة الفارسية التي كان يتقنها وينشر بعض إنتاجه بها، ويستخدم بعض الخرجات الفارسية في موشحاته، كما كان ملماً بعلوم الفلك، حتى كثرت إشاراته لأسماء الكواكب والنجوم والأفلاك ومنازلها، وما يدور حولها من قصص وأساطير.
يأتي على رأس علاقات ابن سناء الملك مع علماء عصره علاقته بالقاضي الفاضل، الذي يقول عنه: «هو الأستاذ وأنا التلميذ له، والمتعلم منه». فكانت بينهما مودة وتواصل بالرسائل، وكتاب «فصوص الفصول» حافل بالرسائل التي أرسلها القاضي الفاضل إلى ابن سناء الملك، والرد عليها، وهذه الرسائل تدل على الصلة الوثيقة بينهما، مما حمل الشعراء المعاصرين على حسده. كان لهذه الصلة أثر بارز في حياة ابن سناء الملك، لأن القاضي الأثير عند صلاح الدين الأيوبي جعل ابن سناء الملك مقرَّباً من صلاح الدين وحاشيته فمدح من السلاطين صلاح الدين وأولاده العزيز و الأفضل، وأخاه الملك العادل، ومن الوزراء ابن شكر. وقد استدعاه القاضي الفاضل إلى دمشق، ولكن حنينه إلى القاهرة أعاده سريعاً إلى مصر. وعلى الرغم من أن ابن سناء الملك أقام بمصر إلا أن شهرته الشعرية طبَّقت الآفاق فَعُرف بين شعراء مصر وشعراء الشام، زاد على ذلك أنه كانت له مجالس تجري فيها المحاورات والمفاكهات التي يروق سماعها، وكانت داره إحدى المنتديات التي جمعت أسباب الترف واللهو، ولكنه كان على جانب كبير من الأخلاق الكريمة، فيها الاعتدال والورع والتقوى والشموخ والاعتداد بالنفس، أما مذهبه فقد قرر ابن سعيد بأنه كان مغالياً في التشيع، على حين قررّ آخرون من المؤرخين أنه كان سُنيِّاً، والحديث في ذلك يطول.

## تراثه
ترك ابن سناء الملك تراثاً رائعاً يأتي على رأسه:
- ديوانه الشعري، وهو ديوان بديع يشهد برسوخ قدمه في الشعر، طبع بتحقيق محمد إبراهيم نصر في القاهرة سنة 1969م، ثم أعادت الهيئة العامة لقصور الثقافة طبعة سنة 2003 .
- دار الطراز في عمل الموشحات، وهو أول كتاب نظر للموشحات في تاريخ الأدب العربي كله، حيث قام ابن سناء الملك بوضع أصول وقواعد نظم الموشح كما فعل الخليل مع الشعر، كما يتضمن عدداً كبيراً من الموشحات الأندلسية القديمة، وموشحات ابن سناء الملك، وقد طبع بتحقيق جودت الركابي في بيروت سنة 1949م، وأعادت الهيئة العامة لقصور الثقافة في مصر طبعه سنة 2004 .
- فصوص الفصول وعقود العقول، ويتضمن رسائله مع القاضي الفاضل.
- مختصر الحيوان للجاحظ.

## قالوا عنه
قال العماد الأصفهاني عنه لما قابله: «... فوجدته في الذكاء آية، قد أحرز في صناعة النظم والنثر غاية، تلقى عرابة العربية له باليمين راية، وقد ألحفه الإقبال الفاضلي في الفضل قبولا، وجعل طين خاطره على الفطنة مجبولا، وأنا أرجو أن ترقى في الصناعة رتبته، وتغزر عند تمادي أيامه في العلم بغيته، وتصفو من الصفا منقبته، وتروى بماء الدربة رويته، وتستكثر فوائده، وتؤثره قلائده..»
وألف الصفدي كتاباً سماه (الاقتصار على جواهر السلك في الانتصار لابن سناء الملك) .
وللقاضي السعيد نوادر كثيرة. وتوفي في شهر رمضان سنة (608هـ) بالقاهرة.
يا شقيق الروح من جسدي *  أهَوًى بي مِنكَ أمْ ألمُ؟
أيها الظبيُ الذي شَرَدَا * تَركتْني مُقلاتكَ سُدَى
زعموا أني أراك غدا * وأظنُّ الموت دون غدِي
أين مني اليوم ما زعمُوا آه
اُدْنُ شيئاً أيها القمرُ  *  كاد يَمحو نورَك الخَفَرُ
أدَلالٌ ذاكَ أم حذَرُ * يا نسيم الروحِ من بلَدي
خَبِّرِ الأحبابُ كيف هُمُ آه

## وصلات خارجية
- ابن سناء الملك على موقع بوابة الشعراء.
- ابن سناء الملك على موسوعة الديوان الشعرية.